# Castillo de San Marcos
Castillo de San Marcos är ett slott i Spanien.   Det ligger i provinsen Provincia de Cádiz och regionen Andalusien, i den sydvästra delen av landet, 500 km sydväst om huvudstaden Madrid. Castillo de San Marcos ligger 13 meter över havet.
Terrängen runt Castillo de San Marcos är platt. Havet är nära Castillo de San Marcos åt sydväst. Runt Castillo de San Marcos är det ganska tätbefolkat, med 192 invånare per kvadratkilometer. Närmaste större samhälle är El Puerto de Santa María, 0,63 km sydväst om Castillo de San Marcos. Trakten runt Castillo de San Marcos består i huvudsak av gräsmarker.